# Maiola Kalili
Maiola Kalili (Honolulu, 3 novembre 1909 – Los Angeles, 23 agosto 1972) è stato un nuotatore statunitense.
Specializzato nello stile libero ha vinto la medaglia d'argento nella staffetta 4x200 m sl alle Olimpiadi di Los Angeles 1932, insieme a suo fratello minore Manuella Kalili.

## Palmarès
- Olimpiadi
  - Los Angeles 1932: argento nella staffetta 4x200 m sl.